# Exhibition Place

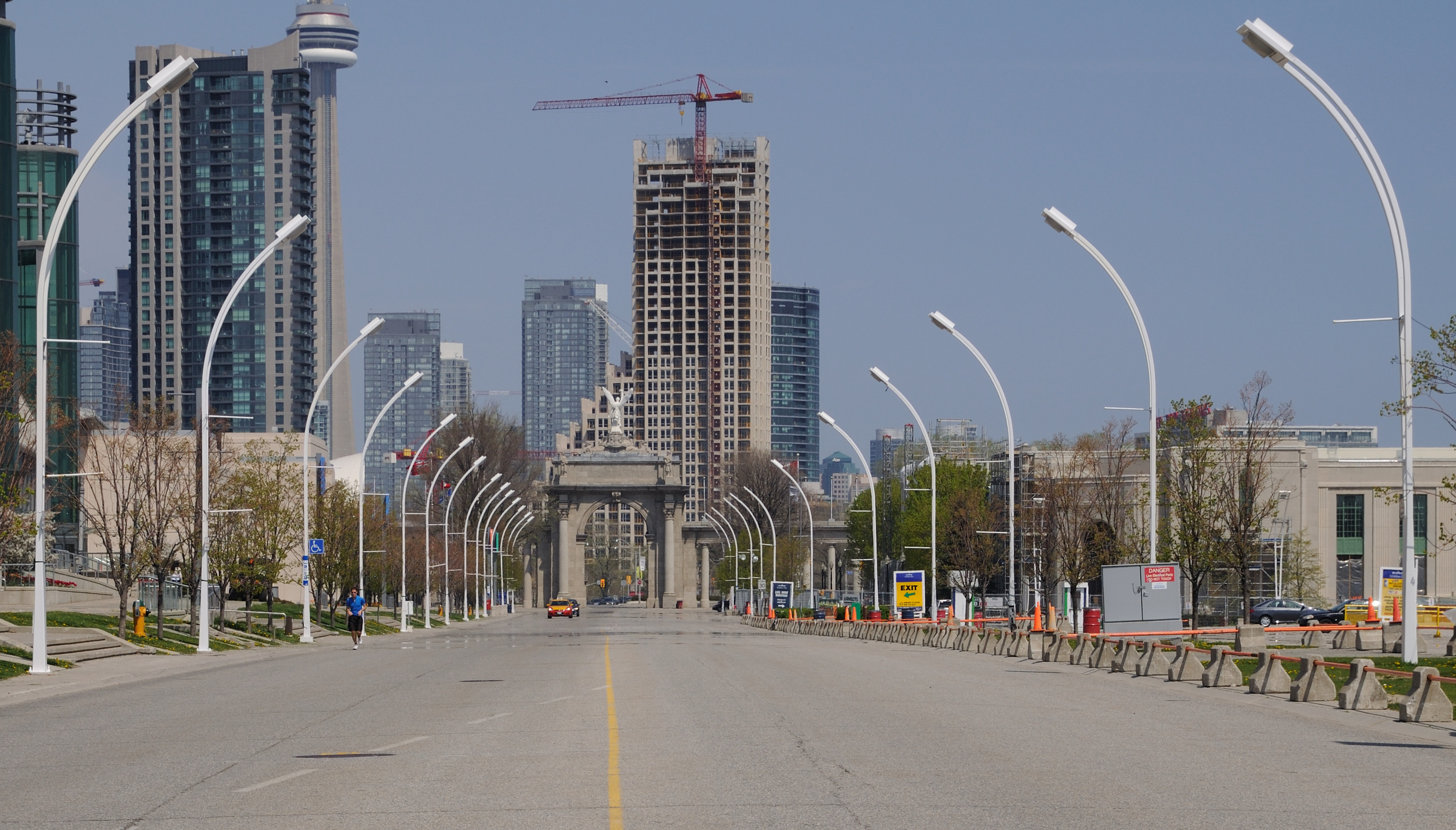
Exhibition Place mit Blick nach Osten, im Hintergrund die Princes' Gates

Der Exhibition Place ist ein multifunktional nutzbarer Veranstaltungsort in Toronto. Der westlich der Innenstadt gelegene Platz ist nach der Canadian National Exhibition benannt, die von Mitte August 18 Tage lang stattfindet. Die Fläche für Messen, Sport- und Musikveranstaltungen beträgt knapp 79 Hektar. Unter anderem befindet sich das Fußballstadion BMO Field und ein Stadtkurs auf dem Exhibition Place. Seine Gesamtfläche beträgt 104 Hektar.

## Geschichte

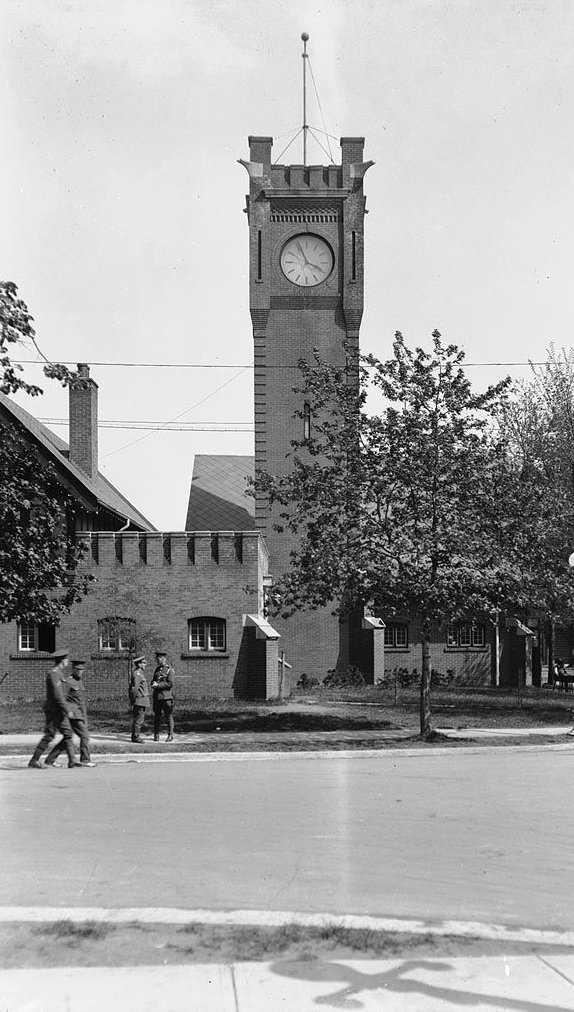
Feuerwehrturm auf dem Exhibition Place, 1912

Französische Händler errichteten unter der Anordnung von Jacques-Pierre de Taffanel de la Jonquière 1750/51 an der Stelle des heutigen Exhibition Place Fort Rouillé als Handelsposten. Das Gebiet war bereits für die Native American eine wichtige Handelsroute. Daher war es das Ziel der Franzosen, ihre Handelsgüter zu erlangen, bevor sie die britischen Handelsposten erreichten. Bereits 1759 fiel das Fort bei Kampfhandlungen einem Brand zum Opfer.
Zwei Invasionen der Amerikaner nach York, einer am 27. April 1813 während des Britisch-Amerikanischen Krieges und ein weiterer am 31. Juli desselben Jahres fanden über das Gebiet statt.
Im 19. Jahrhundert gab es Bestrebungen das alte Fort York auf das Gebiet des heutigen Exhibition Place zu verlagern. In den Jahren 1840–41 baute man dafür eine Reihe von Gebäuden; Verteidigungsanlagen wurden allerdings keine gebaut. Die Briten übergaben 1870 die Anlage an Kanada, die sie 1893 in Stanley Barracks umbenannte. Bis 1947 wurde sie als Garnisonsstadt benutzt und 1950 bis auf das Hauptquartier abgerissen. Dieses Gebäude wurde bis 1997 als Marinemuseum genutzt.
1878 fand die erste provinzweite Landwirtschaftsmesse auf dem Exhibition Place statt. Der Austragungsstandort wechselte traditionell jährlich und als 1879 Ottawa als Ort ausgewählt wurde, entschied die Stadt Toronto, ihre eigene Messe abzuhalten. Ursprünglich hieß die Messe Toronto Industrial Exhibition und findet seit 1904 jährlich statt, später wurde sie in Canadian National Exhibition umbenannt.
Von 1986 bis 2007 fand auf dem Messegelände eine jährliche Champ-Car-Motorsportveranstaltung statt. Seit 2009 heißt das Rennen Honda Indy Toronto und gehört der IndyCar Series an. Der 2,824 Kilometer lange Stadtkurs mit elf Kurven wird in 85 Runden gefahren.

## Beschreibung
Das fast ans Ufer des Ontariosees angrenzende Gelände wird östlich von Princes' Gates begrenzt. Das Tor ist nach Edward, Prince of Wales benannt, der 1927 zusammen mit seinem Bruder Prinz Georg den Exhibition Place besuchte. Ebenfalls am östlich Rand des Gebietes liegen der Lake Shore Park und der Coronation Park. Südlich wird das Messegelände vom Ontariosee begrenzt und dem Freizeit- und Vergnügungspark Ontario Place, der sich auf vorgelagerten Inseln im See befindet. Nördlich des Exhibition Place verläuft der Gardiner Expressway, südlich der Lake Shore Boulevard.
Das Gelände ist an das öffentliche Nahverkehrssystem angebunden. Es verfügt über einen eigenen Bahnhof an der Lakeshore West Line von GO Transit (Toronto–Hamilton). Die Messe ist Endstation der Linien 509 Harbourfront und 511 Bathurst der Straßenbahn Toronto. Außerdem fahren zwei Sonderbuslinien das Gelände an.

## Gebäude

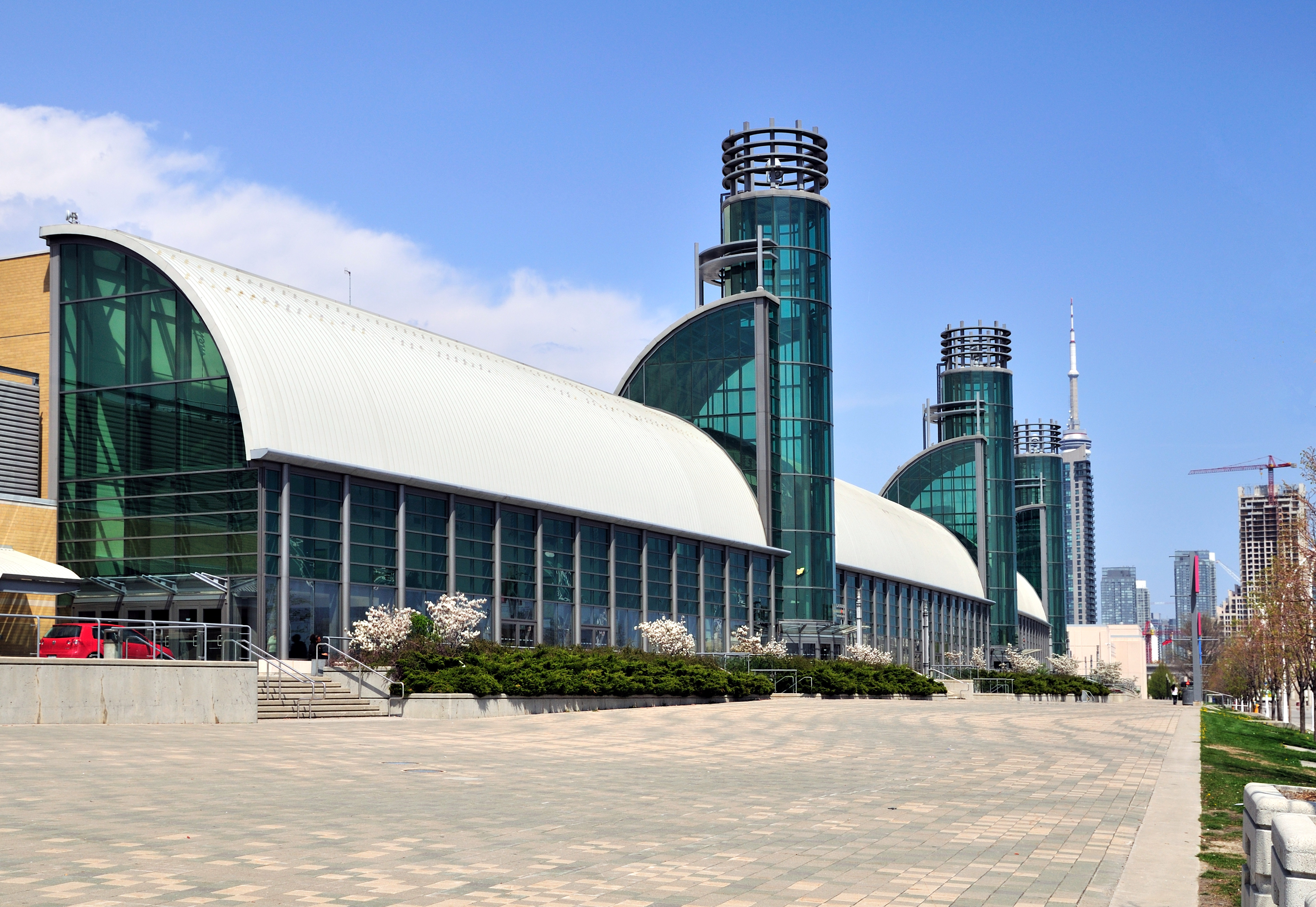
Direct Energy Centre

Auf dem Exhibition Place stehen eine Reihe von Messehallen, aber auch historische Gebäude und Monumente. Die größte Halle, das Direct Energy Centre im Ostteil, ist gleichzeitig Kanadas größte Messehalle. Sie unterteilt sich in zehn einzelne Hallen und bietet rund 90.000 Quadratmeter Ausstellungsfläche.
Von 1879 bis 1999 befand sich auf dem Gelände das Exhibition Stadium, welches das Heimstadion der Toronto Blue Jays und Toronto Argonauts war.
Das 1929 erbaute Automotive Building befindet sich in der Nähe des Princes Gates. Die Konzertmuschel stammt aus dem Jahr 1936. Dort gaben viele berühmte Musiker Konzerte wie z. B. Guy Lombardo, Louis Armstrong oder Joni Mitchell. Das Better Living Centre ist ein 1964 eröffnetes Ausstellungsgebäude der klassischen Moderne.
Das Horticulture Building stammt aus dem Jahr 1907. Dieses ist ein Messegebäude, welches den Baustil des Mittelalters imitiert. Auf der Höhe des Haupteingangs befindet sich eine weiße Kuppel.
Auf dem Gelände steht das Fort Rouillé Monument, ein Obelisk, der an das frühere Fort Rouillé erinnert. Das Shrine Peace Memorial aus dem Jahr 1930 zeigt eine Engelsfigur, die eine Blätterkrone aus Olivenzweigen empor hält. Die Figur ruht auf einer Weltkugel, die von einer weiblichen Sphinx gehalten wird. Das Monument stammt von Charles Keck (1875–1951).
Im Nordwesten der Anlage steht eine 91 Meter hohes Windrad (Toronto Windmill). Es wurde am 18. Dezember 2002 errichtet.

## Veranstaltungen
In zwei Novemberwochen findet hier die Royal Agricultural Winter Fair (fr. La Foire agricole Royale d'hiver), eine Landwirtschaftsmesse seit 1922, mit Viehschauen, der Show Spirit of the Horse und der The Royal Horse Show, einem der größten und bekanntesten Reitturniere Kanadas mit Weltcupspringen.